# UEFA Champions League 2006/07 (1/4 finale) Manchester United - AS Roma
Deze pagina is een subpagina van het artikel UEFA Champions League 2006/07. Hierin wordt de wedstrijd in de 1/4 finale tussen Manchester United en AS Roma gespeeld op 10 april nader uitgelicht.

## Wedstrijdgegevens
| Datum                | 10 april 2007                         | 10 april 2007                         |
| Stadion              | Old Trafford, Manchester              | Old Trafford, Manchester              |
| Toeschouwers         | 74.476                                | 74.476                                |
| Scheidsrechter       | Ľuboš Micheľ SVK                      | Ľuboš Micheľ SVK                      |
| Man van de wedstrijd | Cristiano Ronaldo (Manchester United) | Cristiano Ronaldo (Manchester United) |
|                      | Manchester United                     | AS Roma                               |
| Doelpunten           | 7                                     | 1                                     |
| Gele kaarten         | 2                                     | 2                                     |
| Rode kaarten         | 0                                     | 0                                     |
| Wissels              | 3                                     | 3                                     |
| Schoten op doel      | 15                                    | 8                                     |
| Schoten naast doel   | 7                                     | 8                                     |
| Overtredingen        | 20                                    | 17                                    |
| Hoekschoppen         | 3                                     | 2                                     |
| Buitenspel           | 5                                     | 2                                     |
| Strafschoppen        | 0                                     | 0                                     |
| Balbezit (tijd)      | 27 min                                | 32 min                                |
| Balbezit (%)         | 45%                                   | 55%                                   |

| Manchester United | 7-1          | AS Roma |
| 11' Michael Carrick 17' Alan Smith 19' Wayne Rooney 44' Cristiano Ronaldo 49' Cristiano Ronaldo 60' Michael Carrick 81' Patrice Evra                                        | Goals        | 69' Daniele de Rossi |
| Alex Ferguson | Coach        | Luciano Spalletti |
| Edwin van der Sar John O'Shea( 52') Wes Brown Rio Ferdinand Gabriel Heinze Cristiano Ronaldo Michael Carrick( 73') Darren Fletcher Ryan Giggs Wayne Rooney Alan Smith( 61') | Opstellingen | Doni Marco Cassetti Cristian Chivu Philippe Mexès Christian Panucci Christian Wilhelmsson( 88') Daniele de Rossi( 86') David Pizarro Mirko Vučinić Mancini( 90') Francesco Totti |
| Patrice Evra ( 52') Ole Gunnar Solskjær ( 61') Kieran Richardson ( 73') | Wissels      | Ricardo Faty ( 86') Aleandro Rosi ( 88') Stefano Okaka Chuka ( 90') |
| 41' Alan Smith 42' Rio Ferdinand | gele kaarten | 76' Marco Cassetti 82' Philippe Mexès |

## Nabeschouwing
Nadat AS Roma thuis met 2-1 had gewonnen werd verwacht dat ze deze voorsprong zouden gaan verdedigen in de tweede wedstrijd. Dat deden ze niet. Ze werden weggespeeld door Manchester United en verslagen met maar liefst 7-1.